# Campionati del mondo di atletica leggera 2015 - Maratona maschile
La gara di maratona maschile si è svolta il 22 agosto.

## Podio
| Pos.    | Atleta                | Nazionalità | Tempo    |
| ------- | --------------------- | ----------- | -------- |
| Oro     | Ghirmay Ghebreslassie | Eritrea     | 2h12'28" |
| Argento | Yemane Tsegay         | Etiopia     | 2h13'08" |
| Bronzo  | Munyo Solomon Mutai   | Uganda      | 2h13'30" |

## Situazione pre-gara

### Record
Prima di questa competizione, il record del mondo (RM) e il record dei campionati (RC) erano i seguenti.
| Record                | Prestazione | Atleta                       | Data                                | Competizione              |
| --------------------- | ----------- | ---------------------------- | ----------------------------------- | ------------------------- |
| Record mondiale       | 2h02'57"    | Dennis Kipruto Kimetto Kenya | 28 settembre 2014 Berlino, Germania |                           |
| Record dei campionati | 2h06'54"    | Abel Kirui Kenya             | 22 agosto 2009 Berlino, Germania    | Campionati del mondo 2009 |

### Campioni in carica
I campioni in carica, a livello mondiale e olimpico, erano:
| Campione | Atleta                   | Prestazione | Data                               | Competizione               |
| -------- | ------------------------ | ----------- | ---------------------------------- | -------------------------- |
| Olimpico | Stephen Kiprotich Uganda | 2h08'01"    | 12 agosto 2012 Londra, Regno Unito | Giochi della XXX Olimpiade |
| Mondiale | Stephen Kiprotich Uganda | 2h09'51"    | 17 agosto 2013 Mosca, Russia       | Campionati del mondo 2013  |

### La stagione
Prima di questa gara, gli atleti con le migliori tre prestazioni dell'anno erano:
| Pos. | Atleta                         | Prestazione | Data                                       |
| ---- | ------------------------------ | ----------- | ------------------------------------------ |
| 1    | Eliud Kipchoge Kenya           | 2h04'42"    | 26 aprile 2015 Londra, Regno Unito         |
| 2    | Wilson Kipsang Kiprotich Kenya | 2h04'47"    | 26 aprile 2015 Londra, Regno Unito         |
| 3    | Berhanu Lemi Etiopia           | 2h05'28"    | 23 gennaio 2015 Dubai, Emirati Arabi Uniti |

## Classifica
| Pos. | Atleta                   | Nazionalità    | Tempo    | Note                                     |
| ---- | ------------------------ | -------------- | -------- | ---------------------------------------- |
|      | Ghirmay Ghebreslassie    | Eritrea        | 2h12'28" |                                          |
|      | Yemane Tsegay            | Etiopia        | 2h13'08" | Miglior prestazione personale stagionale |
|      | Munyo Solomon Mutai      | Uganda         | 2h13'30" |                                          |
| 4    | Ruggero Pertile          | Italia         | 2h14'23" | Miglior prestazione personale stagionale |
| 5    | Shumi Dechasa            | Bahrein        | 2h14'36" |                                          |
| 6    | Stephen Kiprotich        | Uganda         | 2h14'43" |                                          |
| 7    | Lelisa Desisa            | Etiopia        | 2h14'54" |                                          |
| 8    | Daniele Meucci           | Italia         | 2h14'54" |                                          |
| 9    | Amanuel Mesel            | Eritrea        | 2h15'07" |                                          |
| 10   | Jackson Kiprop           | Uganda         | 2h15'16" |                                          |
| 11   | Chol Pak                 | Corea del Nord | 2h15'44" | Miglior prestazione personale stagionale |
| 12   | Alphonce Felix Simbu     | Tanzania       | 2h16'58" |                                          |
| 13   | Javier Guerra            | Spagna         | 2h17'00" |                                          |
| 14   | Tsepo Ramonene           | Lesotho        | 2h17'17" | Miglior prestazione personale stagionale |
| 15   | Berhanu Lemi             | Etiopia        | 2h17'37" |                                          |
| 16   | Abdelhadi El Hachimi     | Belgio         | 2h17'41" |                                          |
| 17   | Aleksey Reunkov          | Russia         | 2h18'12" |                                          |
| 18   | Solonei da Silva         | Brasile        | 2h19'20" |                                          |
| 19   | Tadesse Abraham          | Svizzera       | 2h19'25" |                                          |
| 20   | Roman Fosti              | Estonia        | 2h20'35" |                                          |
| 21   | Masakazu Fujiwara        | Giappone       | 2h21'06" | Miglior prestazione personale stagionale |
| 22   | Mark Korir               | Kenya          | 2h21'20" |                                          |
| 23   | Cuthbert Nyasango        | Zimbabwe       | 2h22'15" | Miglior prestazione personale stagionale |
| 24   | Wang Xu                  | Cina           | 2h23'08" |                                          |
| 25   | Ian Burrell              | Stati Uniti    | 2h23'17" | Miglior prestazione personale stagionale |
| 26   | Célestin Nihorimbere     | Burundi        | 2h23'29" |                                          |
| 27   | Ezekiel Jafary           | Tanzania       | 2h23'43" | Miglior prestazione personale stagionale |
| 28   | Scott Smith              | Stati Uniti    | 2h24'53" | Miglior prestazione personale stagionale |
| 29   | Anuradha Cooray          | Sri Lanka      | 2h25'04" |                                          |
| 30   | Cephas Pasipamiri        | Zimbabwe       | 2h25'05" | Miglior prestazione personale stagionale |
| 31   | Roman Prodius            | Moldavia       | 2h26'46" |                                          |
| 32   | Edwin Kipchirchir Kemboi | Austria        | 2h28'06" |                                          |
| 33   | Chin-Ping Ho             | Taipei cinese  | 2h28'14" |                                          |
| 34   | Siyang Guan              | Cina           | 2h30'17" |                                          |
| 35   | Henri Manninen           | Finlandia      | 2h30'22" | Miglior prestazione personale stagionale |
| 36   | David Nilsson            | Svezia         | 2h31'24" |                                          |
| 37   | Gilbert Mutandiro        | Zimbabwe       | 2h31'35" |                                          |
| 38   | Bat-Ochiryn Ser-Od       | Mongolia       | 2h32'09" |                                          |
| 39   | Si-Hwan Noh              | Corea del Sud  | 2h32'35" |                                          |
| 40   | Kazuhiro Maeda           | Giappone       | 2h32'49" |                                          |
| 41   | Desmond Mokgobu          | Sudafrica      | 2h34'11" |                                          |
| 42   | Fabiano Joseph           | Tanzania       | 2h35'27" | Miglior prestazione personale stagionale |
| -    | Aadam Ismaeel Khamis     | Bahrein        | dnf      |                                          |
| -    | Ali Hasan Mahbood        | Bahrein        | dnf      |                                          |
| -    | Edmilson Santana         | Brasile        | dnf      |                                          |
| -    | Gilberto Lopes           | Brasile        | dnf      |                                          |
| -    | Hasi Muhan               | Cina           | dnf      |                                          |
| -    | Seung-Yeop Yu            | Corea del Sud  | dnf      |                                          |
| -    | Richer Perez             | Cuba           | dnf      |                                          |
| -    | Beraki Beyene            | Eritrea        | dnf      |                                          |
| -    | Mohammad Jaafar Moradi   | Iran           | dnf      |                                          |
| -    | Mihail Krassilov         | Kazakistan     | dnf      |                                          |
| -    | Dennis Kipruto Kimetto   | Kenya          | dnf      |                                          |
| -    | Wilson Kipsang Kiprotich | Kenya          | dnf      |                                          |
| -    | Adil Annani              | Marocco        | dnf      |                                          |
| -    | Rachid Kisri             | Marocco        | dnf      |                                          |
| -    | Abel Villanueva          | Perù           | dnf      |                                          |
| -    | Marius Ionescu           | Romania        | dnf      |                                          |
| -    | Carles Castillejo        | Spagna         | dnf      |                                          |
| -    | Jeff Eggleston           | Stati Uniti    | dnf      |                                          |
| -    | Thabiso Benedict Moeng   | Sudafrica      | dnf      |                                          |
| -    | Sibusiso Nzima           | Sudafrica      | dnf      |                                          |
| -    | Wissem Hosni             | Tunisia        | dnf      |                                          |
| -    | Bekir Karayel            | Turchia        | dnf      |                                          |
| -    | Ivan Babaryka            | Ucraina        | dnf      |                                          |
| -    | Oleksandr Babarynka      | Ucraina        | dnf      |                                          |
| -    | Abraham Kiplimo          | Uganda         | dnf      |                                          |
| -    | Guor Marial              | Sudan del Sud  | dns      |                                          |